# Hauts-Forts
Gli Hauts-Forts (2.466 m s.l.m.) sono la montagna più alta delle Prealpi dello Sciablese nelle Prealpi di Savoia. Si trovano nel dipartimento francese dell'Alta Savoia.
La montagna è collocata sopra la stazione sciistica di Avoriaz.